# Dernier repas
Le dernier repas ou repas du condamné est le dernier repas pris par un condamné à mort avant son exécution.
Traditionnellement, le condamné peut choisir le repas qu'il veut avant d'être mis à mort. C'est particulièrement le cas aux États-Unis, bien que la législation change selon les États : certains laissent libre choix au prisonnier, d'autres ont abrogé cette pratique et ne fournissent qu'un repas standard aux condamnés à mort.

## Condamnés célèbres
- Mathias Kneissl demanda six verres de bière[1].
- Barbara Graham commanda un sundae au chocolat pour le petit déjeuner[2].
- Adolf Eichmann déclina l'offre d'un dernier repas, lui préférant une bouteille de Carmel, un vin rouge israélien dont il but la moitié[3].
- Gary Gilmore a pris un hamburger, des œufs durs, du café, une pomme de terre frite, et du whisky.
- John Wayne Gacy a pris du poulet frit, des crevettes frites (en), des pommes-frites et des fraises.
- Odell Barnes demanda de la justice, de l'égalité et de la paix dans le monde.
- Timothy McVeigh demanda un litre de glace à la menthe avec des pépites de chocolat.
- Tookie Williams refusa le dernier repas (« Il faudrait que je sois complètement dingue pour accepter un repas d'une maison qui veut me détruire », avait confié le condamné à mort dans un entretien accordé au New York Times)[4].
- Ted Bundy :  Les gardes lui ont proposés un dernier repas mais il a refusé.

## Par juridictions
- Au Texas, l'administration devait donner au détenu le repas qu'il demande sous réserve qu'il se trouvât à leur disposition dans le garde-manger de la prison. Cette tradition fut abolie en septembre 2011 à la suite de la condamnation à mort de Lawrence Brewer (affaire James Byrd, Jr.) qui avait demandé un dernier repas « pantagruélique »[5]. Les condamnés texans ont désormais le repas normal des prisonniers[5].
- En Floride, le coût du repas ne doit pas dépasser 40 $ ; dans le Tennessee, ce coût est réduit à 20 $. Dans l'Oklahoma, c'est 15 $.
- En Californie, un agent pénitentiaire est chargé d'aller acheter le repas dans un magasin proche si nécessaire.

## Filmographie
- Le Dernier Repas (Majimak babsang), film sud-coréen réalisé par Roh Gyeong-tae en 2006